# SS Britannic
SS Britannic foi um transatlântico da White Star Line. Ele foi o primeiro dos três navios da empresa a ser nomeado de Britannic.
Seu navio irmão foi o SS Germanic. Britannic navegou por quase trinta anos, transportando principalmente passageiros imigrantes de Liverpool. Em 1876, ele recebeu o Blue Riband, pela média de quase 16 anos (30 km/h) em suas travessias.

## Carreira
No dia 25 de junho de 1874, ele fez sua viagem inaugural,  partindo de Liverpool para Nova Iorque. No outono de 1876, ele conquistou o Blue Riband no sentido oeste. Um mês depois, ele estabeleceu o recorde no sentido leste. Em abril de 1877, ele perdeu o título de travessia mais rápida no sentido oeste para o SS Germanic, seu navio irmão, e também perdeu o título de travessia mais rápida no sentido leste para o navio SS Arizona, da Guion Line em julho de 1879.
No dia 4 de julho de 1881, Britannic encalhou em Kilmore, County Cavan, na Irlanda, durante uma névoa, onde permaneceu preso por dois dias. Todos os passageiros foram desembarcados com segurança em Waterford. Britannic sofreu um vazamento em seu quarto motor após ser re-flutuado, tendo que ficar paralisado em Wexford. O navio foi reparado antes de retornar à Liverpool.

### Colisão com o SSCeltic
No dia 19 de maio de 1887, o navio SS Celtic da própria White Star Line colidiu com o Britannic durante uma névoa, próximo de Sandy Hook. Os dois navios colidiram quase em ângulo reto, com o Celtic batendo sua proa ao lado da porta traseira do Britannic.
Seis passageiros da terceira classe morreram logo após o impacto a bordo do Britannic. Não houve mortes a bordo do Celtic. Ambos navios foram seriamente danificados, tanto o Britannic quanto o Celtic, que teve seu casco aberto abaixo da linha da água. Temendo com o naufrágio do navio, os passageiros a bordo começaram a entrar em pânico, correndo aos botes salva-vidas. Os botes desceram com mulheres e crianças, embora alguns homens quererem subir a bordo. Após os botes serem lançados, percebeu-se que o Britannic seria capaz de se manter à tona, com passageiros sendo transferidos para o Celtic. Os dois navios permaneceram juntos durante a noite e na manhã seguinte. Eles foram posteriormente rebocados para o Porto de Nova Iorque. Britannic foi reparado em Nova Iorque, estando fora de serviço por quase um mês.
Com dois anos de idade, Eleanor Roosevelt estava a bordo do Britannic no momento da colisão com seus pais. Eleanor foi colocada em um bote salva-vidas, sendo transferida para o Celtic. Ela teve um medo permanente de água e navios, como resultado deste incidente.

### Anos posteriores
Britannic permaneceu navegando entre Liverpool - Nova Iorque. Em agosto de 1891, o navio registrou uma alta velocidade em um cruzamento de Nova Iorque para Queenstown, fazendo uma viagem de sete dias, 6 horas e 52 minutos.
Em agosto de 1899, Britannic foi requisitado pela Marinha Real, sendo convertido para transportar soldados durante a Guerra dos Bôeres. Durante este período, Britannic transportou 37.000 tropas ao longo de três anos. Ele permaneceu neste papel até o fim da guerra, em outubro de 1902. Em seu retorno, foi decidido desmontá-lo, devido sua péssima condição. Ele foi rebocado para Hamburgo, e desmontado em 1903.